# Muhsinzade Mehmed Paixà
Muhsinzade Mehmed Paixà (1704 - 4 d'agost de 1774) fou gran visir otomà dos cops (1765-1768 i 1771-1773). Era fill del gran visir Muhsinzade Abdullah Paşa (1737).
Va exercir diversos càrrecs i el 1738 fou beglerbegi de Maraix. Va exercir després al front de diversos governs provincials. El 1747 fou governador d'Adana amb encàrrec de perseguir als rebels d'Anatòlia. El 1749 va començar a ocupar càrrecs a les províncies europees, tornant a Àsia el 1758 com a beglerbegi d'Alep. Llavors es va casar amb la princesa Esma Sultan, filla d'Ahmet III. Fou després beglerbegi de Diyarbakir i d'Anadolu (a Kutahya) i després va ser un any a Istanbul i el 1760 va anar a Bòsnia com a governador. El 1762 va governar Rumèlia, altre cop Bòsnia i altre cop Rumèlia i fou nomenat gran visir el 30 de març de 1765.
En el seu govern hi va haver revoltes a l'Hedjaz, Egipte i Geòrgia i una pressió constant de Rússia. Finalment va presentar la dimissió el 6 de setembre de 1768 i li fou assignada residència a Tenedos (Bozdja-Ada), després Gal·lípoli (Gelibolu) i finalment Rodes. El 1769 fou nomenat muhafiz (governador militar) de la Morea otomana, i va derrotar els rebels (instigats per Rússia) a la batalla de Tripolitza l'abril de 1770, restablint el control sobre Patres (Balya Badra), Modon (Mutun) i Navarino (Navarin).
El 1771 va anar al front del Danubi com a comandant militar i el desembre d'aquest any fou nomenat per segona vegada com a gran visir. Durant aquests prop de tres anys els otomans no van aconseguir cap victòria sobre els russos. El gran visir va fer negociacions amb els austríacs i després amb els russos a la conferència de Bucarest (novembre de 1772 a febrer de 1773) però Rússia exigia la independència del Kanat de Crimea i fortes indemnitzacions, exigències que l'Imperi no podia acceptar. Finalment l'exèrcit rus manat per Pere A. Rumyantsev va encerclar al gran visir a Shumnu (búlgar Shumla o Shumen) i van proposar noves negociacions que el gran visir va acceptar immediatament. Les converses es van celebrar al quarter general rus del 17 al 21 de juliol i van portar al tractat de Küçük Kaynarca. Poc després el gran visir es va posar malalt i es va retirar a Istanbul però va morir pel camí prop de Karnobad (Karinabad) el 1774. Fou enterrat a Istanbul, al barri d'Eyyub.